# جوزيف كومنغ
جوزيف ("يوسف") كامنغ (بالإنجليزية: Joseph Cumming)‏ هو باحث في الفكر الإسلامي والمسيحي يعمل كمدير دولي لمعهد وودبيري الثقافي وهو أستاذ بحوث في معهد فولر اللاهوتي. لقد عمل سابقا بجامعة ييل كمدير برنامج المصالحة في مركز ييل للإيمان والقافة وثم كقسيس للكنيسة الدولية في جامعة ييل وهو يعمل الآن دوليًا كمستشار في العلاقات بين المسلمين والمسيحيين والمسيحيين واليهود. كان جوزيف أحد مهندسي «استجابة ييل» لمبادرة كلمة سواء من 138 من كبار العلماء المسيحيين والعلماء المسلمين. تولى جوزيف أيضًا منصب المدير الدولي لهيئة دولس الإنسانية، وهي منظمة غير حكومية إنسانية تعمل في جمهورية موريتانيا الإسلامية، وهو الرئيس السابق لاتحاد المنظمات غير الحكومية في موريتانيا. نشر كامنغ العديد من المقالات حول القضايا التي تؤثر على العلاقات بين مجتمعات الأديان الإبراهيمية. وألقى محاضرات باللغة العربية في جامعة الأزهر ومؤسسات إسلامية أخرى وقام بتدريس دورات في كلية اللاهوت في جامعة يَيْل، وكذلك في معهد فولر اللاهوتي وغيرها من المؤسسات الإنجيلية. أُجريت مقابلات معه باللغة العربية على قناة الجزيرة وشبكات التلفزيون العربية الأخرى، وفي الإنجليزية على قنوات التلفزيون والإذاعة الأمريكية والكندية، والفرنسية والألمانية من قبل وسائل الإعلام الأوروبية والإفريقية. حصل جوزيف على درجة البكالوريوس في الأديان من جامعة برينستون ودرجة الماجستير في اللاهوت من معهد فولر اللاهوتي ودرجة الدكتوراه في الفكر الإسلامي واللاهوت المسيحي من جامعة ييل.